# Raul Proença

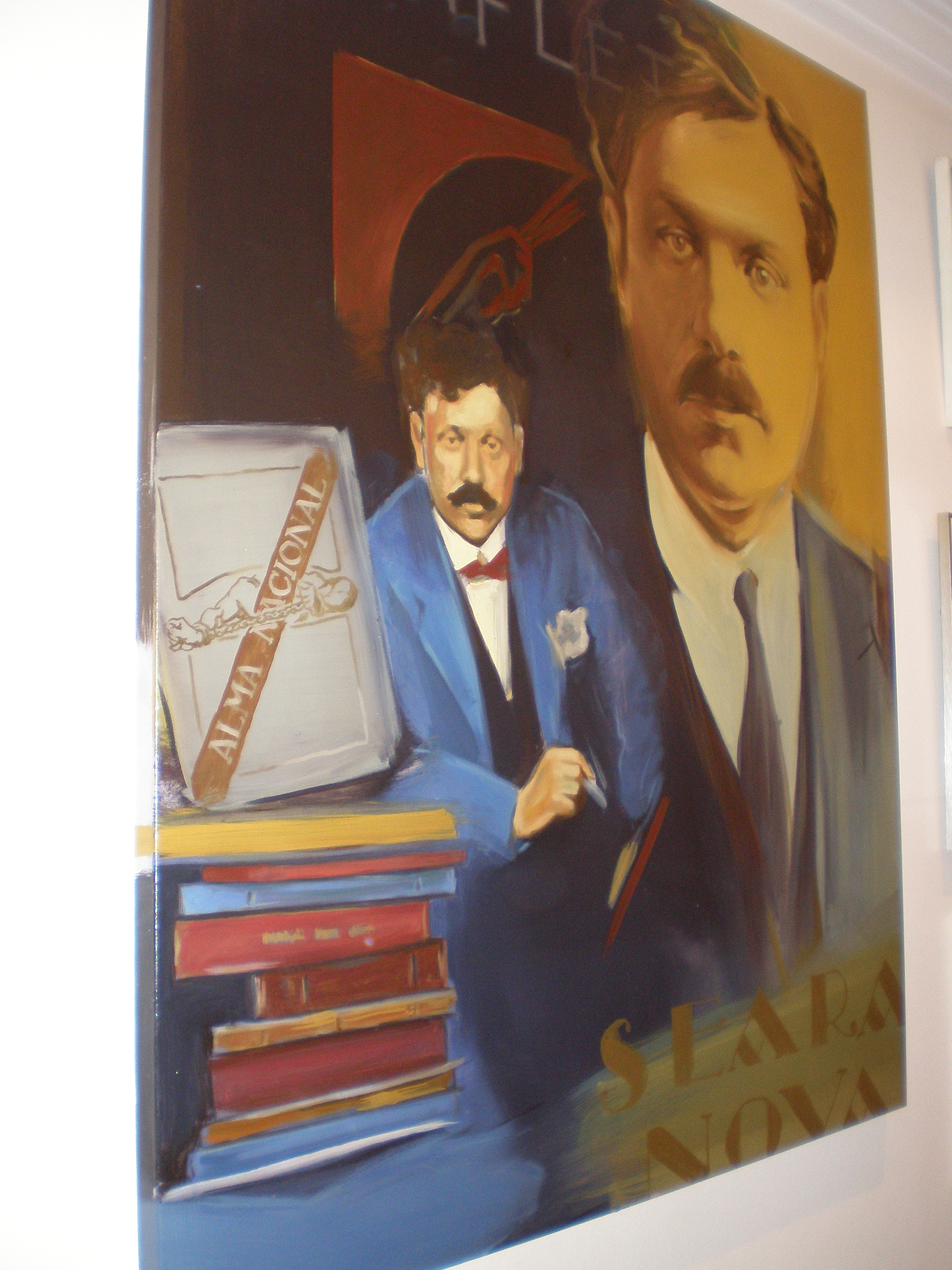
Raul Proença (tela desaparecida)

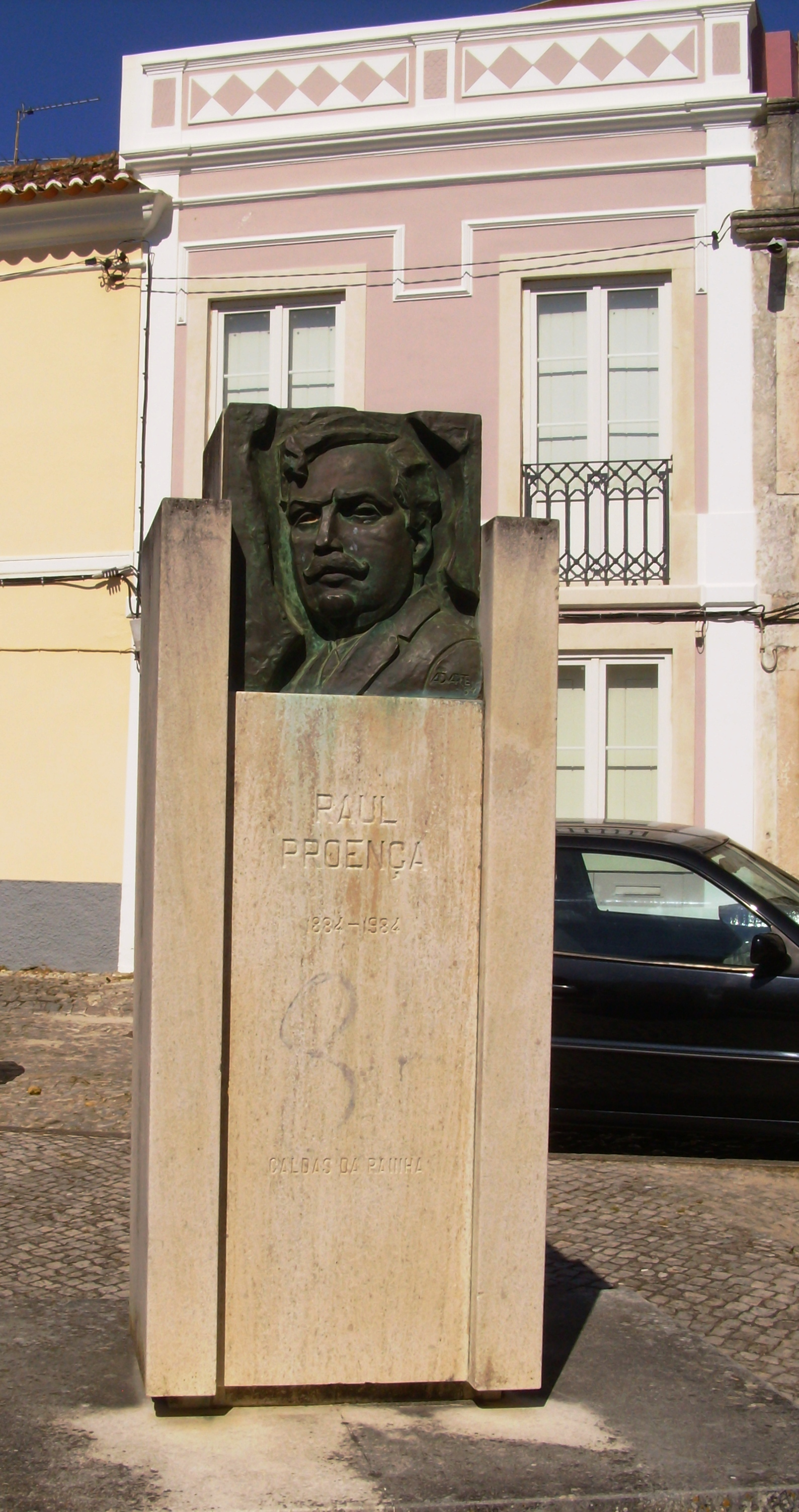
Monumento en homenaje a Raul Proença, Caldas da Rainha.

Raul Sangreman Proença (Caldas da Rainha, 10 de mayo de 1884 — Oporto, 20 de mayo de 1941), más conocido por Raul Proença, fue un escritor, periodista, bibliotecario y filósofo portugués, miembro del grupo que fundó la revista Seara Nova. 

## Biografía
Formado en Ciencias Económicas y Financieras por el Instituto Industrial y Comercial de Lisboa, de pensamiento heterogéneo, se definió filosóficamente como idealista y realista, defensor del socialismo democrático en el seno de un régimen parlamentario.
Figura cumbre del pensamiento político portugués en el primer cuarto del siglo XX, destacó decisivamente en el mundo cultural durante la Primera República Portuguesa, cuyos fallos y corrupción generalizada criticó duramente.
Integró, más allá de la Renascença Portuguesa, el grupo fundador de la Seara Nova (1921) y el llamado Grupo da Biblioteca (1919-1926). Trabajó como bibliotecario, ascendiendo a jefe de los servicios técnicos de la Biblioteca Nacional de Lisboa, de la que era simple operario desde 1911. Allí colaboró con Jaime Cortesão cuando este dirigió la institución.
Combatió el Sidonismo (1918) y la Dictadura Militar (1926) que, en 1927, lo condenó al exilio en París.
Regresó a Portugal en 1932, ya acometido de la grave enfermedad mental que lo llevaría al internamiento en el Hospital Conde de Ferreira, en el Oporto, donde falleció víctima de fiebre tifoidea.
Dedicó un largo estudio filosófico a la teoría del eterno retorno de Nietzsche, obra en dos volúmenes publicada póstumamente.
Creador de la "Guía de Portugal", viajó, registró, y escribió por todo el país. Proença era abuelo de Raúl Proença Mezquita.
Se encuentra colaboración de su autoría en la revista Pela Grei   (1918-1919) y Homens Livres  (1923).
El 30 de junio de 1980, fue agraciado, a título póstumo, con el grado de Grande Oficial de la Orden de la Libertad.

## Conexiones externas
- Raul Proença no Centro Virtual Camões  www.instituto-camoes.pt
- Raul Proença  www.triplov.com

- Datos: Q530097
- Multimedia: Raul Proença / Q530097